# Nošovice
Nošovice (nemško Noschowitz, poljsko Noszowice) so vas v Okresu Frýdek-Místek Moravsko-šlezijskega okraja na Češkem. Leta 2006 je imela vas 970 prebivalcev. 
Leži ob reki Morávki, v zgodovinski pokrajini Tešinski Šleziji (del Češke Šlezije).
V Nošovicah je pivovarna Radegast in tovarna avtomobilov Hyundai Motor Manufacturing Czech podjetja Hyundai Motor Company, zgrajena leta 2006.